# Acre (Israel)
|  | «Acó» redirigeix aquí. Vegeu-ne altres significats a «Acó (gal)». |

Acre (hebreu: עכו, Akko‎; àrab: عكّا, ʿAkkā) és una ciutat costanera a la vora del mar Mediterrani al nord de la badia de Haifa, sobre un promontori, i dotada d'un port amb aigües profundes. Aquesta ciutat, a la regió geogràfica coneguda com a Terra Santa, forma part de l'estat d'Israel des de 1948. Actualment, pertany administrativament al Districte Nord. Durant la Tercera Croada es va anomenar Sant Joan d'Acre.

## Història
Acre està habitada des del segle xvi aC. Va ser un important enclavament canaanita i després va passar a l'òrbita fenícia. Alexandre el Gran la va annexar als seus dominis i posteriorment va ser conquerida pels romans. Quan l'Imperi Romà fou dividit en dos per Teodosi el 395, Acre passà a formar part de l'Imperi Romà d'Orient.

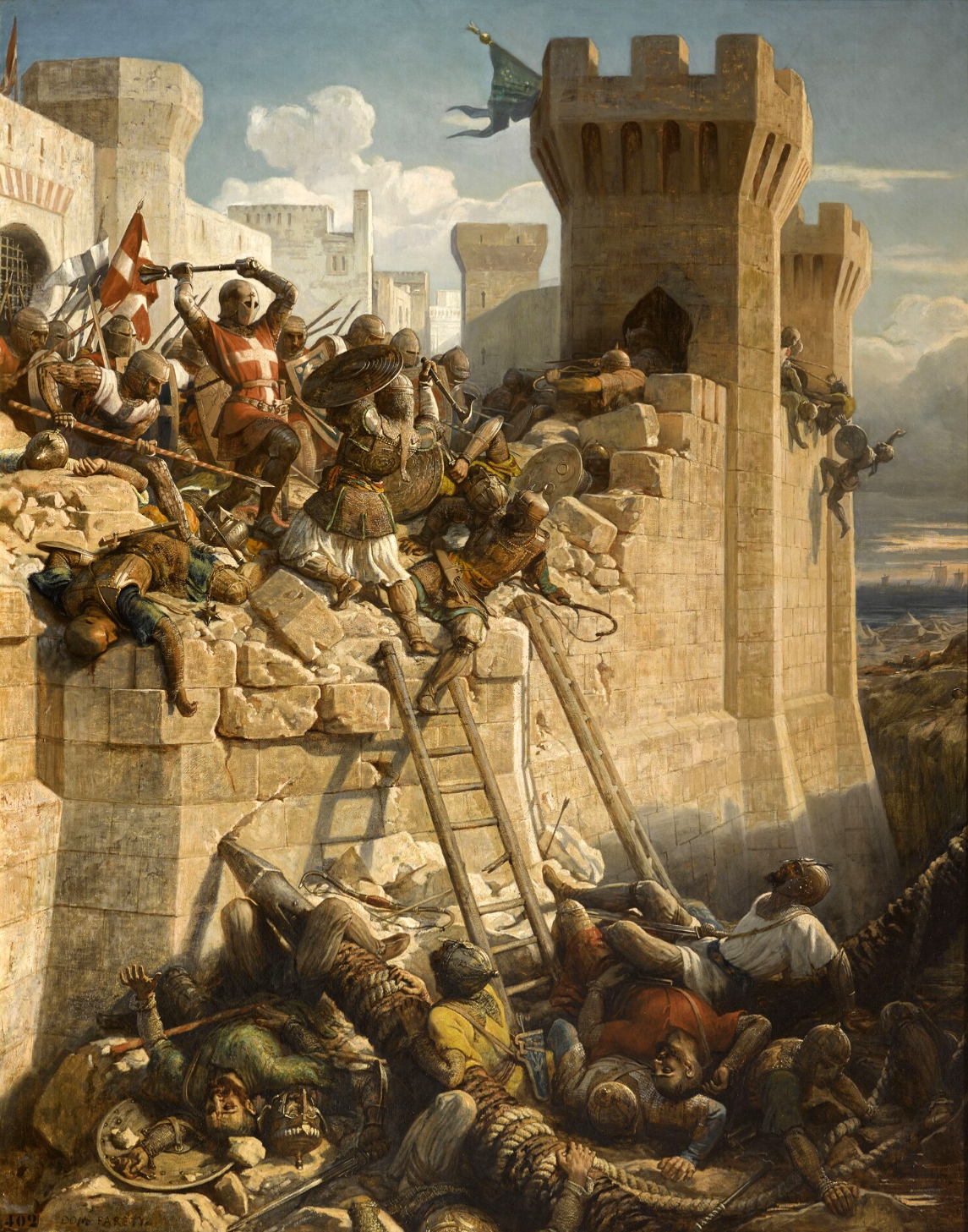
Representació del setge d'Acre

Fou ocupada pels àrabs dirigits per Shurahbil ben Hasana el 638. Muàwiya I (661-680) la va fer reconstruir, perquè era molt damnada, i hi va fer construir tallers que després foren portats a Tir per Hixam ben Abd-al-Màlik (724–743). Àhmad ibn Tulun vers el 878 va millorar el port, que va rodejar de grans dics de pedra.
El 1104 fou conquerida pels croats, que havien fracassat en un intent anterior. Saladí va guanyar la batalla de Hattin i la ciutat es va rendir el 1187. Guiu de Lusignan la va assetjar des del 1189 i finalment la van reconquerir Ricard Cor de Lleó i Felip August quan van arribar el 1191 durant la Tercera Croada. Després del 1192 fou capital del regne de Jerusalem. El 1229 fou cedida als cavallers de Sant Joan de Jerusalem i va rebre el nom de Sant Joan d'Acre. Fou finalment ocupada pels mamelucs després d'un sagnant setge el 1291. La vila fou destruïda i durant anys fou un munt de ruïnes. Els otomans en van prendre possessió el 1517. Mundrell el 1697 diu que romania en runes.
El 1799 l'almirall britànic William Sidney Smith va negociar una aliança entre l'Imperi britànic i l'Imperi Otomà contra la intervenció francesa a Egipte. Aïllat a Orient des de la victòria britànica d'Abukir, Napoleó Bonaparte va intentar afavorir una rebel·lió a Síria contra els turcs i, a partir del 20 de març sotmet la ciutat d'Acre a un bloqueig de dos mesos que, finalment, haurà d'aixecar-se el 21 de maig. Els britànics van ajudar eficaçment els turcs assetjats. En aquesta ciutat va viure presoner durant vint-i-dos anys Bahà'u'llàh, fundador de la religió coneguda com a bahaisme. Allí es troba el seu santuari, el qual és considerat el lloc més sagrat de la terra per a aquesta confessió religiosa. És un dels centres principals de pelegrinatge bahaí i és el punt on tots els bahaís del món es tornen cada dia per a la pregària obligatòria.
El 1918 els britànics van assumir el control a la regió després del desmembrament de l'Imperi Otomà a conseqüència de la Primera Guerra Mundial, i Acre va quedar incorporada al Mandat Britànic de Palestina. El 4 de maig de 1947 nombrosos presos jueus pertanyents a grups sionistes es van escapolir de la presó d'Acre. El 17 de maig de 1948, en el marc de la Guerra araboisraeliana de 1948, forces de la Haganà van prendre Acre, que va quedar incorporada a l'Estat d'Israel.
El 1945 Acre tenia 12.360 habitants palestins: 9.890 Musulmans, 2.330 Cristians, i 50 jueus. El 1948 hi vivien 17.395 habitants àrabs. Malgrat que el Pla de partició de les Nacions Unides contemplava que fos una zona àrab, Israel l'ocupà i inicià la neteja ètnica expulsant 13.510 habitants palestins.
Després de guerra, Israel utilitzà la llei de Propietats Absents per a apropiar-se de les terres i propietats de la població árab que havia fugit refugiada. Igualment s'eliminaren els noms àrabs de la ciutat, s'enderrocaren les antigues cases i s'esborrà tota la història àrab de la ciutat. La població d'aproximadament 49.000 habitants de la ciutat és dos terços jueus israelians i un terç d'àrabs israelians i aquesta població, musulmana i cristiana era i encara és majoritària a la ciutat vella, dins els murs, on cresqué, mentre que els jueus israelians vieun als nous barris fora de les muralles, on visqueren i cresqueren d'ençà dels anys 1940. Avui la població àrab israeliana arriba al 95% a la ciutat vella. Algunes autoritats manifestaren la seva voluntat de foragitar els habitants árabs per fer una ciutat «totalment jueva», cosa que no es va fer. Des de 2008 es van succeïr unes onades d'atacs racistes contra cases, vehicles i centres religiosos árabs, protagonitzats per grups ultradretans israelians. Durant la pandèmia de la Covid, l'ajuntament col·locà tanques per a impedir l'accés a les platges à tota la població, per motius sanitaris.
Avui dia, Acre desenvolupa una important activitat industrial d'acer, gràcies als investiments de l'Estat d'Israel. Té també una bona flota pesquera i a més a més és ciutat turística. Acre va ser una de les ciutats mixtes d'Israel, on una majoria de jueus i una minoria d'àrabs conviuen en relativa tranquil·litat.

## Llocs d'interès
Acre és coneguda per l'important patrimoni històric, arquitectònic i cultural. Destaquen la Mesquita blanca d'Al Jazzar, la ciutadella otomana, els banys Hamam al-Basha, o el refectori i recinte dels cavallers hospitalers de l'Orde de Sant Joan, així com llocs sagrats de la fe bahà'í, que són perseguits a l'Iran però que a Israel poden practicar la seva fe amb llibertat total. La ciutat vella és reconeguda com a patrimoni de la humanitat per la UNESCO.

## Ciutats agermanades
- Pisa, Itàlia
- Bregenz, Àustria
- Canton (Ohio), EUA
- Deerfield Beach, EUA
- Recklinghausen, Alemanya
- Bielsko-Biała, Polònia